# BKI foods
BKI foods også kaldet Brasil Kaffe Import er et dansk kaffefirma. Til at starte med hed firmaet BKI, men senere tilføjede de "foods" til deres navn, da de begyndte at beskæftige sig med andre varer end bare kaffe. Firmaet blev stiftet af Svend Mathisen i 1960.

## Historie
BKI startede allerede i 1960, hvor den daværende ejer Svend Mathiesen startede firmaet. Mathiesen var meget rejsende til Brasilien, han elskede kaffe, kaffepriserne i Danmark var meget høje, hvilket var grunden til at Mathiesen startede firmaet. Han opdagede at den store produktion af råkaffe ikke stemte overens med de høje danske kaffepriser. Derfor grundlagde han senere sit firma ”Brasil Kaffe Import” i 1960, hvor han begyndte at sælge importeret brasiliansk kaffe til en fornuftig pris.
Fra begyndelsen solgte han kaffen i et kælderlokale i Aalborg, men Svend Mathiesen arbejdede stadig i Brasilien, så hans kone Ellen styrede forretningen i Aalborg, selvom hun samtidige var alene med sine tre børn - Kirsten, Karen og Karl. Kaffebønnerne som var importeret fra Brasilien blev ristet hos et nærliggende kaffebrænderi, og når kunderne kom til forretningen i Aalborg, blev de ristede bønner kværnet og pakket i poser. Kaffebryggeriet i kælderen i Aalborg var en stor succes, at man landet over inden for kort tid etablerede 34 kaffebutikker.
I 1963 besluttede Svend Mathiesen og hans familie sig for at flytte BKI til Højbjerg ved Aarhus, hvor de også fik deres eget risteri. Grunden til at de flyttede var, at deres råkaffe skulle leveres til Aarhus Havn, hvilket var en stor handel med en stor betydning for forretningen.
På trods af en meget succesfuld forretning, nedlagde man i 1973 alle butikkerne. Dette skyldes at BKI ville begynde at formale og vakuumpakke kaffen, så de kunne nå ud til flere forbrugere. Dette blev til Danmarks første mærkevarekaffe. BKIs strategi var at begynde at sælge deres formalet og vakuumpakket kaffe gennem salgsvogne direkte til slagtere, kiosker, bagere og specialbutikker. De gjorde det gennem biler, som var deres rullende forretning, hvor kunder fik kaffen leveret på stedet.
I slutningen af 80’erne, og starten af 90’erne blev disse salgsvogne nedlagt, da BKI ville sælge deres kaffe gennem supermarkedskæderne. I 1998 opkøbte BKI risterierne Aalborg Kaffeimport og Herning Kafferisteri. Herefter fik BKI en masse certificeringer for fødevarekvalitet og fødevaresikkerhed, disse er ISO 9001, HAACP og IFS standard.
I dag omhandler virksomheden hovedsagelig kaffe, men de opkøbte ARC Quality Foods i 2004, som sælger De Cecco pasta og Lindt chokolade. Disse mærker passer fint til BKIs ønske om, at arbejde med fødevarer af høj kvalitet.
I 2008 opkøbte BKI firmaet Te specialisten. Dette firma importerer, forarbejder og pakker specialeteter.
I 2009 ændrede BKI deres navn til BKI foods, da en stor del af deres salg, er andre fødevarer end kaffe, og navnet passer bedre, og er mere dækkende for deres aktiviteter.
BKI foods er i dag den eneste 100% dansk ejede virksomhed, der stadig har bevaret sin kaffeproduktion i Danmark,[kilde mangler] virksomheden ejes i dag af Svend Mathiesens tre efterkommere - Kirsten, Karen og Karl.
Produktionen foregår stadigvæk i Aarhus, hvor deres fabrik er i [Højbjerg.